# Biên Hòa
Biên Hòa és una ciutat de la província de Đồng Nai al Vietnam, aproximadament 32 km a l'est de Ciutat Hồ Chí Minh (anteriorment Saigon), a la qual Biên Hòa està enllaçada per l'autopista núm. 1 del Vietnam.

## Demografia
El 1989 la població calculada era 273.879. El 1999, la població era de 435.400 i el 2009 de 701.194 habitants. El desembre de 2012, la població de la ciutat va superar el milió. El cens del 2015 indicava una població de 1.104.495 habitants.

## Història

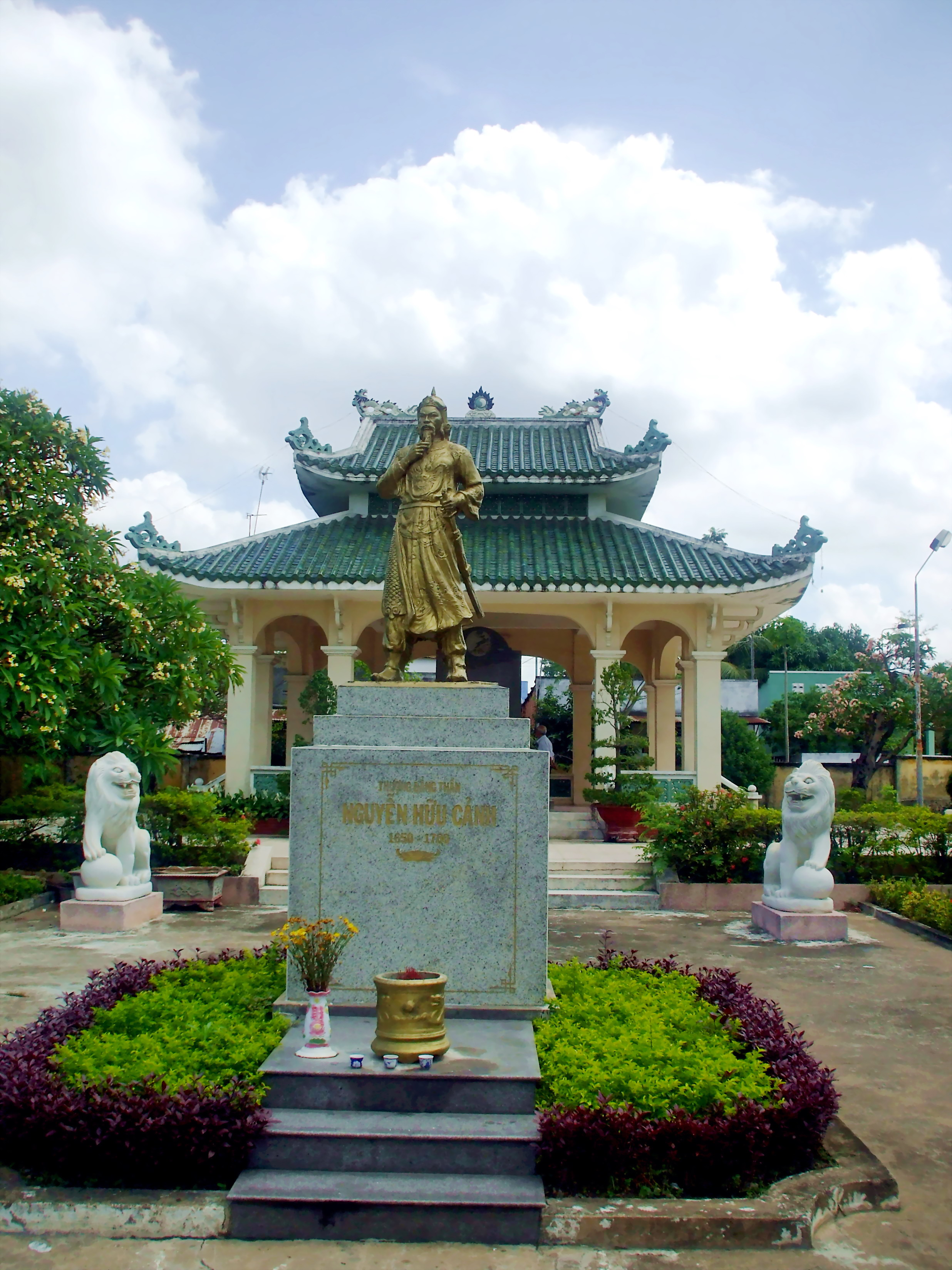
Temple Nguyễn Hữu Cảnh a Cù Lao Phố.

### Abans i durant la dinastia Nguyen
L'àrea al voltant de Biên Hòa era part d'un petit regne fins que fou annexionada per Chenla. Era una zona agrícola i pescadora.
La captura de Biên Hòa el 16 de desembre de 1861 fou una important victòria aliada de la Campanya de Cotxinxina (1858–62). Aquesta campanya es va lliurar entre els francesos i espanyols d'un costat i els i els vietnamites (sota la dinastia Nguyen) de l'altre, i va començar com una expedició punitiva que va acabar com a guerra francesa de conquesta. La guerra va concloure amb l'establiment de la colònia francesa de Cotxinxina, un desenvolupament que va inaugurar gairebé un segle de domini colonial francès al Vietnam.

### República del Vietnam
Biên Hòa Va créixer com un suburbi important de Saigon, la ciutat capital de la República del Vietnam (del Sud). Després de la Primera Guerra d'Indoxina, desenes de milers de refugiats de les regions del nord i centrals del Vietnam—una porció gran dels quals eren Catòlics Romans — es van establir a Biên Hòa com a part de l'Operació Passatge a la Llibertat. Durant la Guerra del Vietnam, la Força Aèria dels Estats Units va operar a la base aèria establerta prop de la ciutat. Atacs de morter sobre les posicions americanes i objectius de l'exèrcit de la república del Vietnam del Sud foren freqüents i van afectar els districtes residencials de Biên Hòa.

### República socialista
Igual que altres àrees del Vietnam, després de la guerra, Biên Hòa va patir un període de decadència econòmica severa entre 1975 i la segona meitat dels anys 1980. En part a causa de la seva alta concentració de refugiats anteriors i els seus descendents, que havien fugit el govern Comunista de Vietnam del Nord a meitat dels anys 1950, Biên Hòa fou lloc de resistència a petita escala al govern comunista en els mesos immediatament després de la caiguda de Saigon el 30 d'abril de 1975.
En els anys 1980, el govern de la República Socialista del Vietnam va iniciar la política de reforma econòmica de Đổi Mới i Biên Hòa va experimentar una ressurgència econòmica. Biên Hòa I les àrees circumdants van rebre grans quantitats de capital d'inversió estrangera, i l'àrea ràpidament es va industrialitzar.
El 2005 Biên Hòa era un centre industrial del Vietnam del sud, i moltes fàbriques i magatzems (sovint finançats en col·laboració amb inversors japonesos, singapuresos, americans, suïssos i altres inversors estrangers) operen en l'àrea que envolta la ciutat. Bien Hoa Sugar és una de les principals i és localitzat a prop de la ciutat.
Amb relació a diversió, la ciutat inclou diversos parcs de distracció, cabarets i restaurants a la vora del riu Đồng Nai. La construcció ha augmentat ràpidament (amb moltes cases d'estil occidental i vil·les en desenvolupament), i el mercat 'immobiliari ha experimentat una sèrie de cicles de boom des del meitat dels anys 1990.
Biên Hòa també és la ubicació del Cementiri Militar de Biên Hòa, un gran cementiri nacional per soldats caiguts i oficials militars de la anterior República del Vietnam (ARVN, Army of the Republic of Viet Nam). El cementiri avui dia és negligit pel règim comunista actual, i moltes seccions del cementiri han estat vandalitzades, o enderrocades per a la construcció de diversos projectes d'edificis. Gairebé sempre hi va haver cap
 reenterrament apropiat per les restes esquelètiques, i això va provocar una protesta dels vietnamites d'ultramar, la majoria dels quals procedien del sud. La Vietnamese America Foundation, i el seu programa anomenat "El Retorn de les víctimes" està intentant restaurar el cementiri i excavar una gran tomba a la terra propera.

## Transport
- El pont Hồ Chí Minh porta fora de la ciutat pel sud.
- L'estació de Biên Hòa de ferrocarril forma part de l'enllaç ferroviari nord-sud.